# Arthur Petrelli
Arthur Petrelli est un personnage de fiction de la série télévisée américaine Heroes (NBC), interprété par Robert Forster.

## Son histoire

### Passé
Arthur fit la guerre du Vietnam dans laquelle il rencontra Daniel Linderman. Par la suite, il découvrit son pouvoir, se maria avec Angela Shaw puis fonda avec elle, Linderman et d'autres gens spéciaux une compagnie dans le but de cacher les spéciaux et de sauver le monde. Il participa au plan de New York et eut sans doute une certaine importance dans l'élaboration de la formule, étant donné que lui et sa femme l'injectèrent à Nathan.

### Volume 1: Genesis
Angela dit qu'il était dépressif, expliquant son suicide. Linderman annonce à Nathan qu'Arthur avait un grand pouvoir mais qu'il était faible.

### Volume 2: Générations
On le voit sur la photo des anciens. Angela dit qu'il était l'un des anciens qui ont suivi et cru en Adam Monroe.

### Volume 3: Les Traîtres
Il apparaît au début de la saison 3, alité, dans le laboratoire de Pinehearst. Il dialogue télépathiquement avec Maury Parkman.
Ce dernier se sert de son pouvoir pour créer dans l'esprit de certains personnages l'image de Linderman afin de les enrôler pour servir la cause d'Arthur. Il vole entre autres les pouvoirs d'Adam Monroe (la perte de son pouvoir tuera ce dernier sur le coup), de Maya et de son fils Peter. Après maints mauvais agissements dans le but de récupérer la "formule" donnant des pouvoirs, il emploie d'anciens prisonniers-tueurs de la Compagnie et incite même Sylar à se joindre à lui en lui faisant croire qu'il est son père. 
Peter va chercher le Haïtien dans le but de tuer son père d'une balle dans la tête pendant que ses pouvoirs seraient bloqués mais la balle est arrêtée par Sylar qui est venu dans le but de connaître la vérité sur ses origines. Arthur lui ment une nouvelle fois et Sylar renvoie la balle dans le crâne d'Arthur.

## Pouvoirs
Arthur possède le pouvoir de prendre le pouvoir de tout mutant qu'il touche. Le mutant dont le pouvoir a été volé semble en être privé (ainsi, Peter Petrelli ne regagne pas son pouvoir d'empathie volé par son père). Toutefois, il semble possible de le récupérer grâce au pouvoir du bébé de Matt Parkman (comme on le voit avec Hiro au chapitre suivant, alors qu'Arthur lui avait absorbé son pouvoir, Matt Parkman Junior le "réactive" en le touchant).
Il est potentiellement le mutant le plus puissant.

### Pouvoirs utilisés
- Télékinésie
- Manipulation de l'électricité
- Contrôle du continuum espace-temps (téléportation et voyage dans le temps)
- Précognition
- Empathie
- Télépathie, persuasion
- Régénération

### Pouvoirs non vus
- Vol
- Rêve prémonitoire
- Invisibilité
- Force surhumaine
- Super vitesse
- Émission d'énergie radioactive
- Explosion d'objet à distance
- Mémoire surdéveloppée
- Intangibilité
- Clairvoyance
- Compréhension intuitive des choses
- Liquéfaction moléculaire
- Ouïe surdéveloppée
- Cryokinésie
- Modulation des ondes sonores
- Alchimie
- Absorption de la peur d'autrui rendant fort
- Contrôle de champs magnétiques
- Pyrokinésie
- Clairsentance
- Émission de poison